# Château de Colchester
Le château de Colchester est un ancien château fort, du XIe siècle, remanié à plusieurs reprises, qui se dresse dans la ville de Colchester dans le comté d'Essex en  Angleterre.
Le donjon du château (y compris les vestiges excavés d'un bâtiment antérieur dans des douves) est protégé au titre de monument classé de grade I depuis le 24 février 1950.

## Localisation
Le château est situé à Colchester, dans le comté anglais d'Essex.

## Historique
Le donjon est l'un des plus anciens construits par les Normands en Angleterre.
Le château fut érigé à la demande de Guillaume le Conquérant et conçu par Gundulf, évêque de Rochester. La construction débuta entre 1069 et 1076 et était supervisée par Eudes de Ryes, qui devint sénéchal du château lorsqu'il fut achevé. La construction s'arrêta en 1080 en raison d'une menace d'invasion Vikings, mais vers 1100, le château était terminé.

### De 1215 à 1740
En 1215, le château est assiégé et pris par le roi d'Angleterre Jean sans Terre, à la suite des différends avec les nobles rebelles, qui conduisit à la rédaction de la Magna Carta.
Le château fut utilisé de diverses manières depuis l'arrêt de sa fonction de château royal. Il servit de prison du comté où, en 1645, le soi-disant Witchfinder General, Matthew Hopkins, interrogea et emprisonna des sorcières présumées. En 1648, pendant la Deuxième guerre civile anglaise, les chefs des  Royalists, Sir Charles Lucas et Sir George Lisle (en) furent exécutés juste derrière le château. La légende locale veut que l'herbe ne poussera pas à l'endroit où ils sont tombés. Un petit obélisque marque maintenant ce lieu. En 1656, un membre de la Société religieuse des Amis, James Parnell, fut martyrisé à cet endroit.
En 1650, une enquête parlementaire condamna le bâtiment et évalua la pierre à 5 £. En 1683, un quincaillier, John Wheely, reçut l'autorisation de la démolir entièrement, sans doute pour l'utiliser comme matériau de construction dans la ville. Après de « grands ravages » au cours duquel la majeure partie de la structure supérieure fut démolie en utilisant des vis et de la poudre, il abandonna le projet devant le peu de rentabilité de l'opération.
En 1727, le château fut acheté par Mary Webster pour sa fille Sarah, qui avait épousé Charles Gray (en), député de Colchester. Pour commencer, Gray loua le donjon à un marchand de céréales local et le côté est au comté pour être utilisé comme prison. À la fin des années 1740, Gray restaura certaines parties du bâtiment, plus particulièrement la façade sud. Il créa un parc privé autour des ruines et on peut encore apercevoir sa résidence d'été (perchée sur le terrassement de l'ancien château normand, elle ressemble à un temple romain). Charles Gray ajouta également une bibliothèque et un bureau.

## XXeetXXIesiècles
En 1922, le château et le parc associé furent cédés à la ville. Le parc est divisé en deux : le Upper Castle Park en amont et le Lower Castle Park en aval. Le château est aujourd'hui un musée public.

## Description

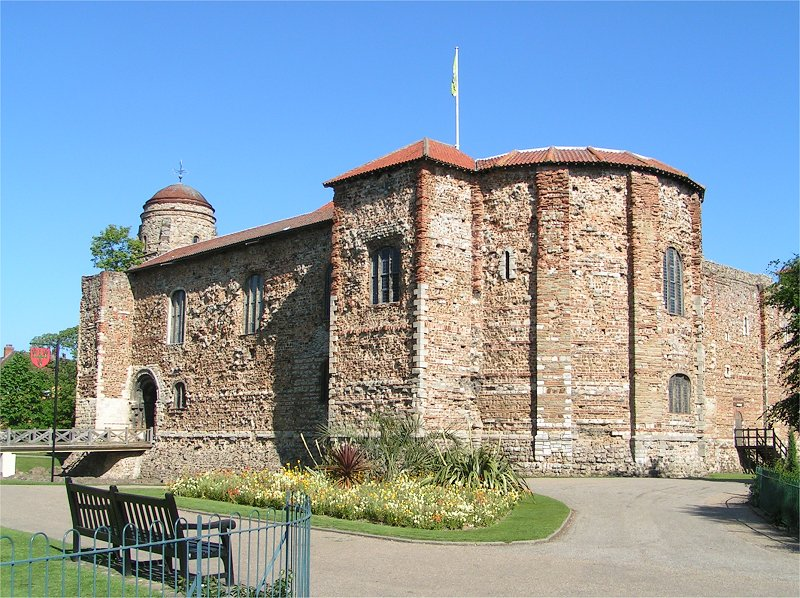
Château de Colchester, façade avant et coin sud-est.

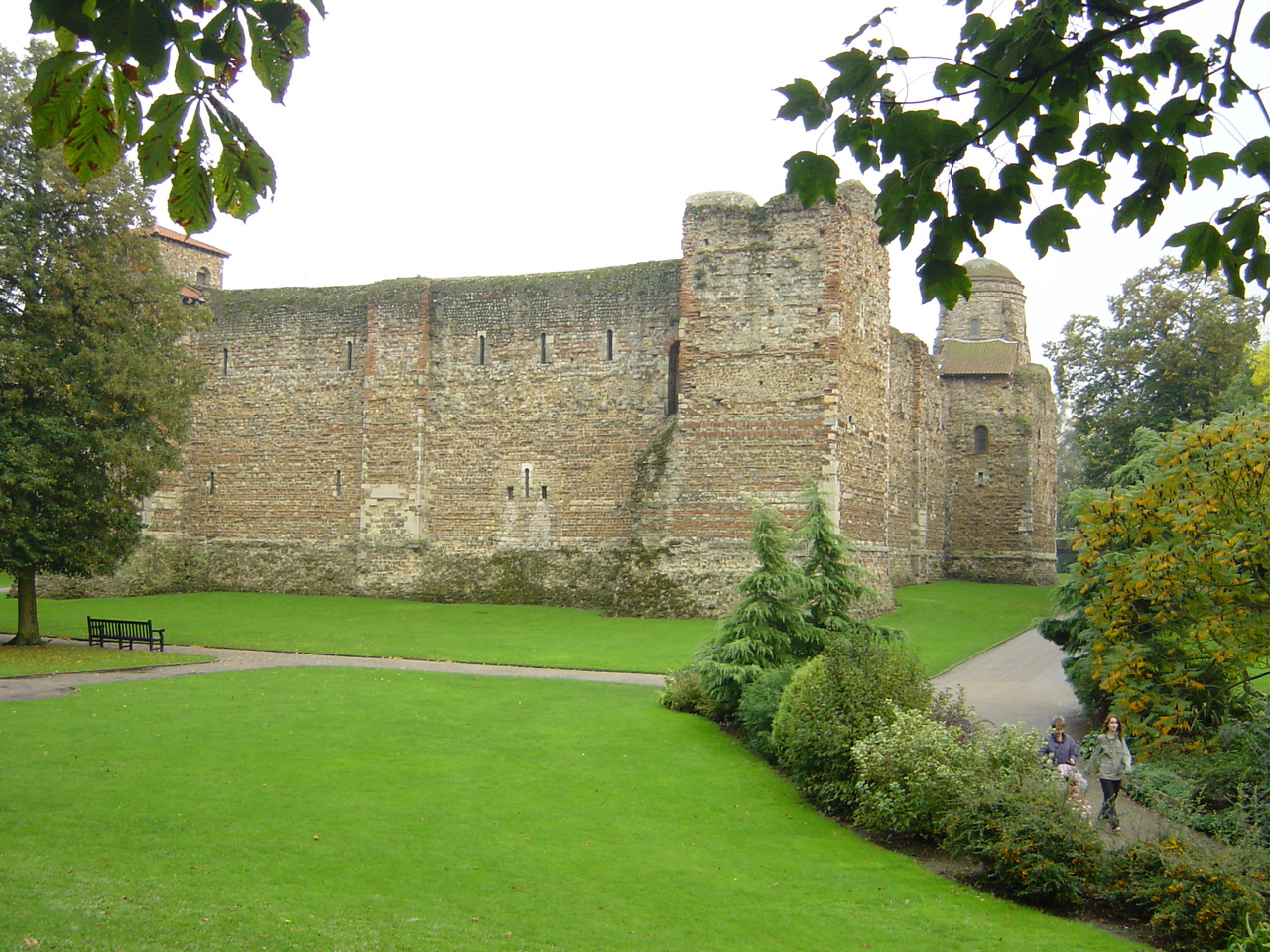
Façade nord-ouest, vue de derrière.

Le donjon de Colchester (46 × 34 mètres), mesurant une fois et demie celui de la Tour Blanche que l'on peut voir à la Tour de Londres, est le plus grand donjon jamais construit en Grande-Bretagne et le plus grand exemple existant encore en Europe. Il y a toujours eu un débat quant à la hauteur initiale du château. À une époque, on suggéra que le donjon était composé de quatre étages, bien que pour un certain nombre de raisons, dont l'environnement paisible du château et l'absence de pierre locale, on pense maintenant qu'il en avait seulement deux ou trois. Le château est construit sur les fondations (ou le podium) de l'ancien temple romain (en) de Claude (construit entre 54-60). Ces fondations, avec leurs voûtes massives, ont depuis été découvertes, et peuvent aujourd'hui être vues lorsque l'on visite le château.
De nombreux matériaux, comme la brique romaine et l'argile issue de la ville romaine, furent utilisés pour la construction et on peut les voir facilement. Les trous créés par les piliers d'échafaudages ainsi que les garde-robes sont encore visibles dans l'édifice.